# モーリス・ロレ・ド・リル
シャルル・ドミニク・モーリス・ロレ・ド・リル（Charles Dominique Maurice Rollet de l'Isle）は、フランス海軍の水文学（河川や湖沼、海洋の研究）専門家、技術将校。1859年11月19日、パリに生まれ、1943年11月24日、パリで亡くなった。

## 生涯
パリの高等研究機関の一つ、総合理工学院を卒業した。軍に入隊後の1881年に最初に行った任務は、ロワール川とジロンド川の三角江の水文誌学的調査であった。さらに1882年にはブルターニュ半島の調査を行った。
1883年にはアメデ・クールベ提督の極東遠征に従い、同年に阮朝のフエに砲撃を加える作戦に加わった。華南、台湾、澎湖諸島に関する多くの海洋地理調査報告書を作成し、1885年にヨーロッパに戻った。
1887年にはブルターニュ半島沿岸部の調査を、1889年から1890年にはコルシカ島の調査を行った。そして、それから1894年まで、マダガスカル北西部、マジュンガ（現マハザンガ）からサンタンドレ岬の間の地域への長い遠征に従軍する。
1902年にはアルフレッド・ラクロワ隊の一員としてプレ山の噴火後のマルティニーク島へ送られた。第一次世界大戦後に技術将校（ingénieur général）になり、海軍水文学調査部（le Service hydrographique）の部長になった。

## 著作

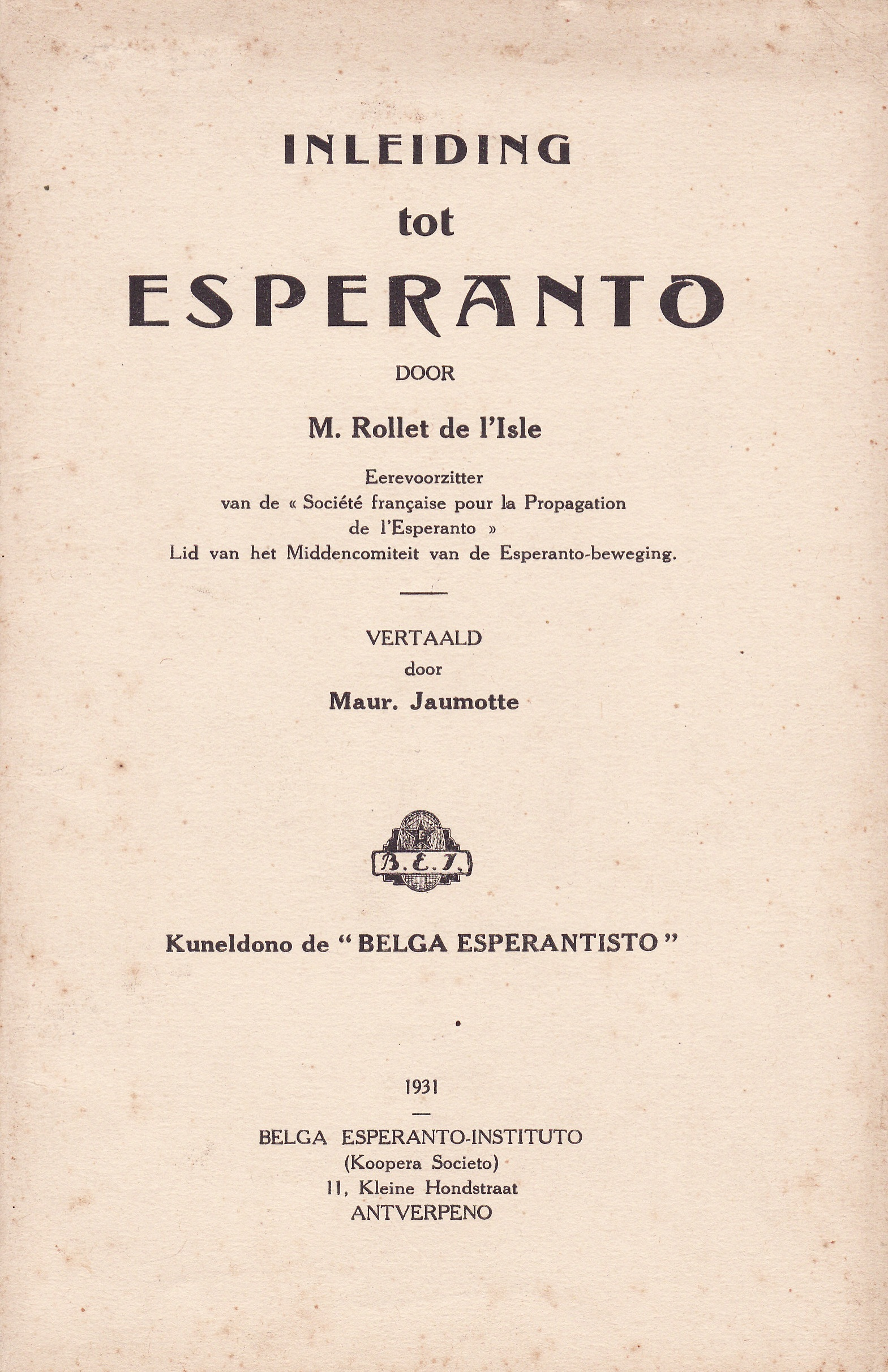
Inleiding Esperanto, 1931

熱心なエスペランチストであり平和主義者であったため、これらに関する多くの論文や著作を著した。以下に列挙する。 
- Au Tonkin et dans les mers de Chine, souvenirs et croquis (1883-1885), 1886
- Historique et état actuel du service des chronomètres au service hydrographique de la marine, 1889
- Rapports sur les missions hydrographiques de Madagascar (1891-1895), 1898
- Manuel de l'explorateur, procédés de levers rapides et de détail, détermination astronomique des positions géographiques, 1899
- Provo de marista terminaro, verkita de kelkaj kompetentuloj sub la direkto de M. Rollet de L'Isle, Hachette, 1908
- Une langue internationale pour la marine, 1919
- Une langue scientifique et technique internationale, l'esperanto, 1920
- Des Ailes pour la pensée... par l'espéranto, 1921
- Étude historique sur les ingénieurs hydrographes et le Service hydrographique de la marine, 1814-1914, Imprimerie nationale, posthume, 1951